# Органік Стандарт

Органік Стандарт (ОС) — перший національний сертифікаційний орган у галузі органічної сертифікації в Україні. Центральний офіс знаходиться у місті Києві. Компанія має регіональні представництва у Луцьку, Одесі та Полтаві.

## Історія компанії[1]
ОС був заснований у 2007 році провідними українськими організаціями, що представляють органічний сектор України в рамках швейцарсько-українського проекту «Органічна сертифікація та розвиток органічного ринку в Україні», як перший український інспекційний та сертифікаційний орган. Фінансова підтримка для створення ОС була надана Швейцарським агентством зі співробітництва та розвитку (SDC) та Швейцарським державним секретаріатом з економічних питань (SECO). Методична та навчальна підтримки здійснювались у співробітництві з Інститутом екологічного маркетингу, ІМО (Швейцарія) — одним зі світових лідерів у галузі органічної сертифікації.
Наразі Органік Стандарт працює в тісній співпраці з Інститутом екологічного маркетингу, ІМО, і представляє його інтереси в Україні. 
У 2012 році було відзначено п'ятиріччя співпраці ОС та ІМО. Під час першого року роботи ОС було сертифіковано 38 органічних операторів в Україні.
У 2008 році було розпочато сертифікацію заготівлі дикорослих продуктів. Як результ роботи, у 2008 році кількість сертифікованих операторів зросла до 50.
Також Органік Стандарт є членом Міжнародної Федерації органічних сільськогосподарських рухів (IFOAM) та ЕОСС (Союз Європейських Органічних Сертифікаційних Органів).

## Діяльність компанії
Більше 10 років компанія гарантує високу якість своїх послуг та надійний контроль органічних операторів завдяки мобільності та професіоналізму своїх співробітників.
Сьогодні Органік Стандарт здійснює сертифікацію виробників згідно з наступними стандартами:
- Національні стандарти:
  - Постанова Ради (ЄС) 834/2007[2] (колишня Постанова ЄС 2092/91[3]) та додаткові постанови: Постанова Комісії (ЄС) 889/2008[4]; Постанова Комісії (ЄС) 1235/2008[5]);
  - Національна органічна програма, NOP (США);
  - Японський органічні сільськогосподарський стандарт, JAS (Японія).
  - Правила Канади, що пред'являються до органічних продуктів, Canada Organic Regime, COR (Канада)
- Приватні стандарти асоціацій:
  - БІОЛан, Україна;
  - Біо Свісс, Швейцарія;
  - Деметер, Німеччина;
  - Натурланд, Німеччина.

Кожен із замовників обирає самостійно стандарти, орієнтуючись на відповідний ринок.
Органік Стандарт здійснює інспекцію та сертифікацію у таких галузях, як:
- рослинництво;
- тваринництво;
- переробка та маркетинг (експорт/імпорт);
- заготівля дикорослих продуктів;
- бджільництво;
- аквакультура;
- добрива та ЗЗР.

Окрім сертифікації різних видів діяльності згідно стандартів органічного виробництва, Органік Стандарт також надає такі послуги:  
- сертифікація засобів захисту та добрив для застосування в органічному виробництві;
- професійний сюрвей та відбір зразків продукції для дослідження;
- організація, співорганізація спеціалізованих семінарів, тренінгів, круглих столів та різних офіційних заходів, спрямованих на розвиток органічного сектору України.

### Статистика діяльності
- 2007 рік — 38 проектів, 5000 га;
- 2008 рік — 50 проектів, 36000 га;
- 2009 рік — 69 проектів, 77500 га;
- 2010 рік — 75 проектів, 30000 га.

## Акредитація компанії
Для здійснення своїх послуг Органік Стандарт пройшов акредитацію відповідно до серії стандартів ISO 65 міжнародною компанією IOAS.